# Mistrzostwa Europy w futsalu kobiet 2019
I Mistrzostwa Europy w futsalu kobiet 2019 (oficjalna nazwa: UEFA Women’s Futsal Euro 2019), to pierwsza edycja Mistrzostw Europy w futsalu kobiet, turnieju organizowanego wówczas co dwa lata przez UEFA dla kobiecych reprezentacji futsalowych zrzeszonych z UEFA. Hiszpania pokonując 4:0 Portugalię w finale stała się pierwszą Mistrzynią Europy w futsalu kobiet.

## Wybór gospodyni
Gospodynie turnieju finałowego zostały wybrane spośród czterech zakwalifikowanych drużyn. Oferta Portugalii została wybrana przez Komitet Wykonawczy UEFA zamiast hiszpańskiej w dniu 27 września 2018 r., a finałowy turniej odbył się w Pavilhão Multiusos de Gondomar w Gondomar w obszarze metropolitarnym Porto, który wcześniej był gospodarzem Mistrzostw Europy w futsalu 2007

## Zakwalifikowane zespoły
Do turnieju finałowego zakwalifikowały się następujące drużyny:
| Drużyna                 | Metoda kwalifikacji  | Data kwalifikacji |
| ----------------------- | -------------------- | ----------------- |
| Hiszpania               | Zwyciężczyni grupy 1 | 15 września 2018  |
| Rosja                   | Zwyciężczyni grupy 2 | 15 września 2018  |
| Ukraina                 | Zwyciężczyni grupy 3 | 15 września 2018  |
| Portugalia (gospodynie) | Zwyciężczyni grupy 4 | 14 września 2018  |

## Losowanie
Losowanie turnieju finałowego odbyło się 9 grudnia 2018 r. o godzinie 12:30 WET (UTC±0) w Casa Branca de Gramido w portugalskim Valbom. Cztery drużyny rozlosowano przeciwko sobie bez żadnych ograniczeń

## Składy
Każda z drużyn musi podać skład 14 zawodniczek, z których dwie muszą być bramkarkami

## Drabinka
W półfinałach i finale w przypadku remisu zaczyna się dogrywka, a w przypadku dalszego braku zwyciężczyni seria rzutów karnych. W meczu o 3 miejsce w przypadku remisu od razu są rzuty karne. Wszystkie czasy podawane są według czasu portugalskiego (UTC±0)
UWAGA! Wyniki w nawiasach to wyniki po rzutach karnych
|  |                         |            |            |                         |   |           |           |       |
|  | Półfinały               | Półfinały  | Półfinały  |                         |   | Finał     | Finał     | Finał |
|  | Półfinały               | Półfinały  | Półfinały  |                         |   | Finał     | Finał     | Finał |
|  | Gondomar 15 lutego 2019 |            |            |                         |   |           |           |       |
|  |                         |            |            |                         |   |           |           |       |
|  | Rosja                   | Rosja      | 0          |                         |   |           |           |       |
|  | Rosja                   | Rosja      | 0          | Gondomar 17 lutego 2019 |   |           |           |       |
|  | Hiszpania               | Hiszpania  | 5          |                         |   |           |           |       |
|  | Hiszpania               | Hiszpania  | 5          |                         |   | Hiszpania | Hiszpania | 4     |
|  | Gondomar 15 lutego 2019 |            |            |                         |   | Hiszpania | Hiszpania | 4     |
|  |                         |            | Portugalia | Portugalia              | 0 |           |           |       |
|  | Ukraina                 | Ukraina    | Portugalia | Portugalia              | 0 | 1         |           |       |
|  | Ukraina                 | Ukraina    |            |                         |   |           |           |       |
|  | Portugalia              | Portugalia | 5          |                         |   |           |           |       |
|  | Portugalia              | Portugalia | 5          | Mecz o 3. miejsce       |   |           |           |       |
|  |                         |            |            |                         |   |           |           |       |
|  | Gondomar 17 lutego 2019 |            |            |                         |   |           |           |       |
|  |                         |            |            |                         |   |           |           |       |
|  | Rosja                   | Rosja      | 2(3)       |                         |   |           |           |       |
|  | Rosja                   | Rosja      | 2(3)       |                         |   |           |           |       |
|  | Ukraina                 | Ukraina    | 2(2)       |                         |   |           |           |       |
|  | Ukraina                 | Ukraina    | 2(2)       |                         |   |           |           |       |

### Półfinały
| Mecz 1 15 lutego 2019 19:00 UTC±0 | Rosja | 0:5(0:2) | Hiszpania · Sotelo 17:33' Romero 19:35', 25:56' Gómez González 22:10' Samper 37:39' | Pavilhão Multiusos de Gondomar, Gondomar Sędzia: Gelareh Nazemideylami |
|                                   |       |          |                                                                                     |                                                                        |

| Mecz 2 15 lutego 2019 21:45 UTC±0 | Ukraina · Sydorenko 21:51' | 1:5(0:1) | Portugalia · Janice Silva 13:26', 38:18' Fifó 27:32', 39:06' Carla Vanessa 32:29' | Pavilhão Multiusos de Gondomar, Gondomar Sędzia: Irina Velikanova |
|                                   |                            |          |                                                                                   |                                                                   |

### Mecz o 3 miejsce
| Mecz 3 17 lutego 2019 16:00 UTC±0 | Rosja · Danilova 8:22' Lebedeva 14:46' | 2:2 k. 3:2(2:1)                  | Ukraina · Volovenko 17:56' (2k.) Tytova 28:23' (k.) | Pavilhão Multiusos de Gondomar, Gondomar Sędzia: Raquel Gonzalez Ruano |
|                                   |                                        |                                  |                                                     |                                                                        |
|                                   |                                        | Rzuty karne                      |                                                     |                                                                        |
| Filisova · Chernova · Olkova ·    |                                        | Dubytska · Volovenko · Forsiuk · |                                                     |                                                                        |

### Finał
| Mecz 4 17 lutego 2019 18:30 UTC±0 | Hiszpania · Mayte 3:02' Anita 5:10' Romero 9:30' Sotelo 35:55' | 4:0(3:0) | Portugalia | Pavilhão Multiusos de Gondomar, Gondomar Sędzia: Chiara Perona |
|                                   |                                                                |          |            |                                                                |

## Mistrzyni Europy 2019
| Mistrzyni Europy 2019 |
| --------------------- |
| Hiszpania             |
| PIERWSZY TYTUŁ        |

## MVP
MVP została Vanessa Soleto z Hiszpanii

## Strzelczynie

### 3 gole[1]
- Amelia Romero

### 2 gole
- Fifó
- Janice Silva
- Vanessa Sotelo

### 1 gol
- Danilova
- Lebedeva
- Volovenko
- Tytova
- Sydorenko
- Mayte
- Gomez Gonzalez
- Carla Vanessa
- Anita
- Samper

## Klasyfikacja
| Miejsce | Reprezentacja | M | Z | R | P | B+ | B- | +/− | Pkt |
| ------- | ------------- | - | - | - | - | -- | -- | --- | --- |
| złoto   | Hiszpania     | 2 | 2 | 0 | 0 | 9  | 0  | 9   | 6   |
| srebro  | Portugalia    | 2 | 1 | 0 | 1 | 9  | 9  | 0   | 3   |
| brąz    | Rosja         | 2 | 0 | 1 | 1 | 2  | 7  | -5  | 1   |
| 4.      | Ukraina       | 2 | 0 | 1 | 1 | 3  | 7  | -4  | 1   |

## Prawa transmisyjne
| Kraj                                                   | Nadawca                                        | Przypis |
| ------------------------------------------------------ | ---------------------------------------------- | ------- |
| Portugalia                                             | RTP                                            | [ 5 ]   |
| Rosja                                                  | Match TV                                       | [ 5 ]   |
| Ukraina                                                | XSPORT                                         | [ 5 ]   |
| Hiszpania                                              | RFEF TV                                        | [ 5 ]   |
| Kraje bałkańskie                                       | Sportklub                                      | [ 5 ]   |
| Bliski Wschód i Północna Afryka                        | beIN Sports                                    | [ 5 ]   |
| Ameryka Łacińska                                       | ESPNUnivision Deportes (Tylko USA i Portoryko) | [ 5 ]   |
| Stany Zjednoczone                                      | ESPNUnivision Deportes (Tylko USA i Portoryko) | [ 5 ]   |
| Chiny                                                  | CCTV                                           | [ 5 ]   |
| Pozostałe (tylko te, w których nie ma transmisji w TV) | YouTube                                        | [ 5 ]   |